# Louise van den Plas
Louise van den Plas (Bruselas, 24 de enero de 1877 - Leuze-en-Hainaut, 4 de diciembre de 1968) fue una sufragista belga, fundadora del primer movimiento feminista cristiano en Bélgica.

## Biografía
Louise van den Plas descubrió el feminismo leyendo Le grand Catéchisme de la femme, de Louis Frank, un abogado belga, y los escritos de Marie de Villermont de 1898. 
En marzo de 1899 en Bruselas, conoció a Marie Duclos, fundadora, junto a Marie Maugeret de la asociación feminista católica francesa "Feminismo cristiano". Esto la llevó a París a estudiar este movimiento y más tarde, por consejo de Duclos, se puso en contacto en Bruselas con el periodista belga Rene Henry y un amigo de este, Rene Colaert, miembro de la Cámara de Representantes de Bélgica. Ambos estaban muy interesados en la situación de la mujer, ya que Bélgica avanzaba hacia el sufragio universal y la ampliación del electorado podía beneficiar a los socialistas. Colaert tenía la intención de votar a favor del sufragio femenino, pero había temores asociados a ello.

### Le Féminisme Chrétien de Belgique
En mayo de 1902, grupos feministas con opiniones políticas variadas crearon una Unión Feminista para inclinarse a favor del sufragio femenino. Van den Plas aprovechó esta oportunidad para representar al grupo católico Le Féminisme chrétien de Belgique (Feminismo cristiano belga), fundado el 6 de mayo de 1902. Su objetivo era mejorar los derechos de la mujer y promover el feminismo entre los católicos respetando la constitución católica de la familia. Para defender sus ideas publicó un fanzine mensual, Feminismo cristiano de Bélgica, y ofreció conferencias.
Con otras organizaciones feministas, Le Féminisme chrétien dio la oportunidad a las mujeres de ingresar a los consejos de familia y gestionar tutelas, además de abogar por la plena capacidad civil de las mujeres que habían obtenido la separación legal. Sólo gracias a estos esfuerzos, el testimonio de una mujer fue aceptado en las actas del estado civil (1908). 
Van den Plas abogó por la igualdad salarial de los docentes y apoyó las luchas del sindicalismo femenino junto con Victorie Cappe. Con su dedicación se ganó la simpatía de algunos periódicos católicos y de la Liga Democrática Belga por el sufragio femenino. Afirmaba que las mujeres prestarían especial atención a las cuestiones de la moralidad pública, el alcoholismo y la escuela. El 3 de marzo de 1912, el feminismo cristiano fundó la Liga Católica del Sufragio Femenino, con la ayuda de Cyrille van Overbergh. Esta organización inició una importante petición de sufragio en enero de 1913, firmada por Van den Plas. Varios grupos feministas hicieron lo mismo y juntos crearon la Federación del Sufragio al mes siguiente.
Durante la Primera Guerra Mundial, se suspendió la publicación de la revista Christian Feminism y Van den Plas fundó Union patriotique des femmes belges (Unión patriótica de mujeres belgas) con Jane Brigode y Marguerite Nyssens, que proporcionó ayuda material a las mujeres. Al final de la guerra, la revista reapareció y se ofreció a Van den Plas una plataforma gratuita en el diario Le Soir de 1921 a 1940. Murió en Willaupuis, Bélgica, el 4 de diciembre de 1968.

## Obras
- Feminismo, 1899.
- Pourquoi les chrétiens doivent être féministes, 1904.
- Le Féminisme chrétien de Belgique, 1905-1940.
- Revisión del código civil la separación de biens avec communauté d'acquêts substituée al communauté légale comme Droit common en l'absence de Contrat de mariage, 1908.
- Estudio sobre la revisión del título del contrato de matrimonio, 1909.
- L'éducatioin ménagère, 1909.
- Een katholieke vrouw sobre het vrouwenkiesrecht, 1911.
- El sufragio femenino : Discurso pronunciado en la Asamblea general del feminismo cristiano de Bélgica : Supl. au Féminisme Chrétien, marzo 1912, 1912.
- Feminismo y catolicismo, 1912.
- El sufragio de las mujeres : discurso pronunciado en el Congreso de la Ligue démocratique, à Courtrai, el 25 de septiembre de 1911, 1913.
- Le féminisme chrétien, 1913.
- L'union pratriotique des femmes belges, 1915.
- Feminismo maternal, 1920.
- Quelques souvenirs de vingt ans d'efforts, 1922.
- Le féminisme chrètien (Segunda edición), 1925.
- Ou en est le féminisme en Belgique?, 1931.
- La lutte contre l'alcoolisme ses ravages en Belgique spécialement du point de vue familial, des moyens en le vaincre, 1944.
- Rapport d'activité présenté à l'Assemblée générale, 1952.
- Una grave responsabilidad de las élites, 1953.